# エドゥアール・コルテス
エドゥアール・レオン・コルテス（Edouard Léon Cortès、1882年 - 1969年）は、スペイン・フランスのポスト印象派の芸術家。異なる天候や時間帯のパリの街並みを多様に描いたことから、「パリの絵の詩人」（Le Poète Parisien de la Peinture）として知られる。

## 私生活
1882年8月6日、パリから東に約20マイルほど離れたのラニー=シュル＝マルヌに生まれる。父親のアントニオ・コルテス・イ・アギラールは、スペイン、セビリア生まれの画家で1855年からフランスで活動していた。
1914年、フェルナンド・ジョワイユーズルテスと結婚し、1916年には娘のジャクリーヌ・シモーヌ（Jacqueline Simone）が生まれた。子供を持つ女性の描写は、彼の作品全体で繰り返されており、ジョワユーズがモデルであることが示唆されている。
平和主義者であったが、戦争が彼の故郷の村に近づいたとき、彼は32歳でフランス歩兵連隊に入隊することを余儀なくされた。最前線に送られたコルテスは銃剣で負傷し、軍病院に避難し、クロワ・ド・ゲールを授与された。回復後、彼はその画才を用いて、敵の位置をスケッチする任務に割り当てられた。後年、彼の有罪判決により、彼はフランス政府によるレジオンドヌール勲章の受勲を拒否した。1919年、動員解除。 
1918年に妻のジョワイユーズが亡くなり、翌年に義理姉のルシエンヌ・ジョワイユーズと再婚した。
コルテスは、親しい友人らに囲まれて質素な生活を送った。1969年11月26日にラグニーで死亡。ラグニーには、彼にちなんで名付けられた通りがある。 

## 画家としての活動
17歳でパリのエコール・デ・ボザールに入学。 1901年、初の展覧会で早くも認められる、彼の独立性を強調した。ある時、記者がコルテスに対してルイジ・ロワールの生徒であるかどうか尋ねたジャーナリストに対して、洒落で以下のように答えた。「いや、僕は僕の生徒だ」（Non, seul élève de moi-même.）。
彼の作品は1945年に北米で最初に展示され、その後さらに大きな成功を収めた。彼の人生の最後の年に、彼はサロン・ド・ヴァンセンヌ（Salon de Vincennes）からアントワーヌ・キンソン賞（Prix Antoine-Quinson）を授与された。 

## 紛失画と盗難画
2000年11月30日、FBIのサンフランシスコ支部が8か月間調査を行った後、モンタナ州カリスペルでコルテスの4枚の絵画が回収された。回収された絵画は、1988年にカーメル・バイ・ザ・シーのシミックギャラリーで盗まれたものであった。 
2008年、メリーランド州イーストンのグッドウィル・インダストリーズのリサイクル店で持ち込まれたものの中から、パリの路上を描いたコルテスの絵が発見された。精査した店長が本物であることに気付いた後、サザビーズで4万6百米国ドルでオークションにかけられた。 
2019年、世に全く知られていなかった、夕方のレピュブリック広場（Place de la Republique en Soir）がパリで発見された。 